# 弗萊河

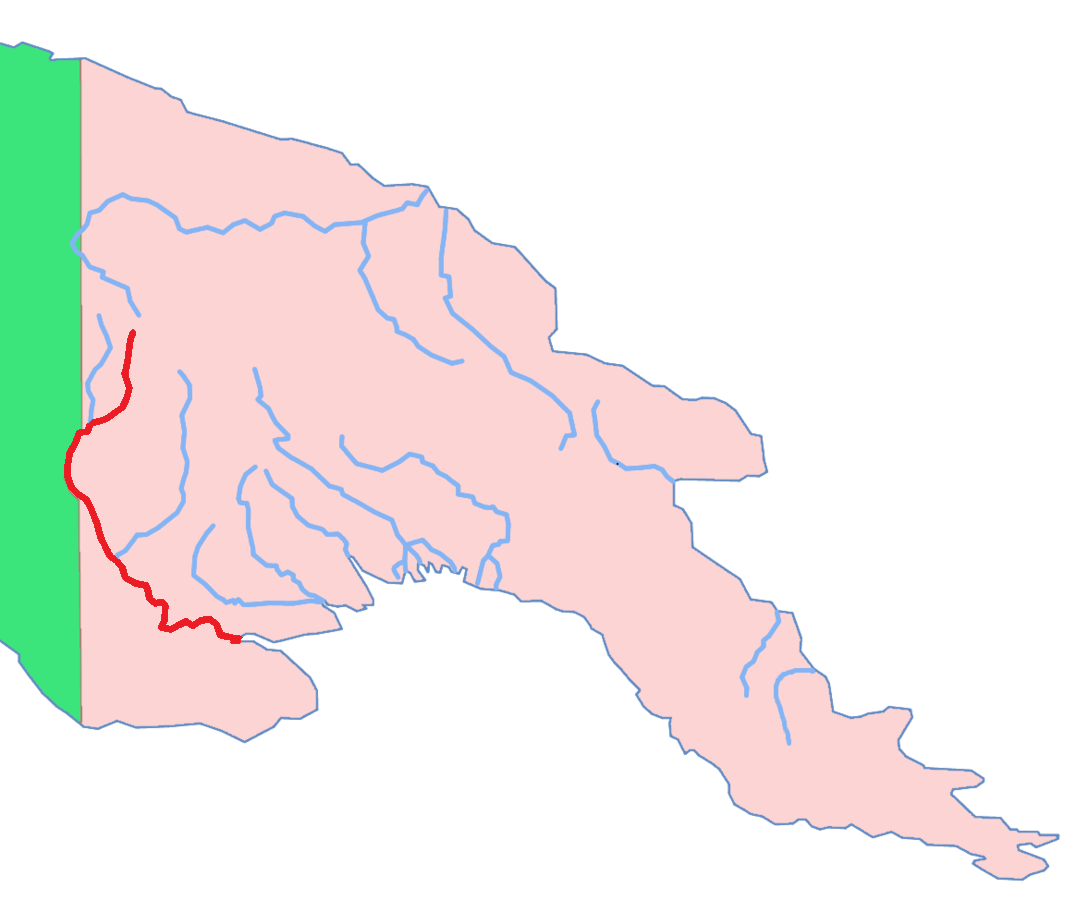
弗萊河地圖

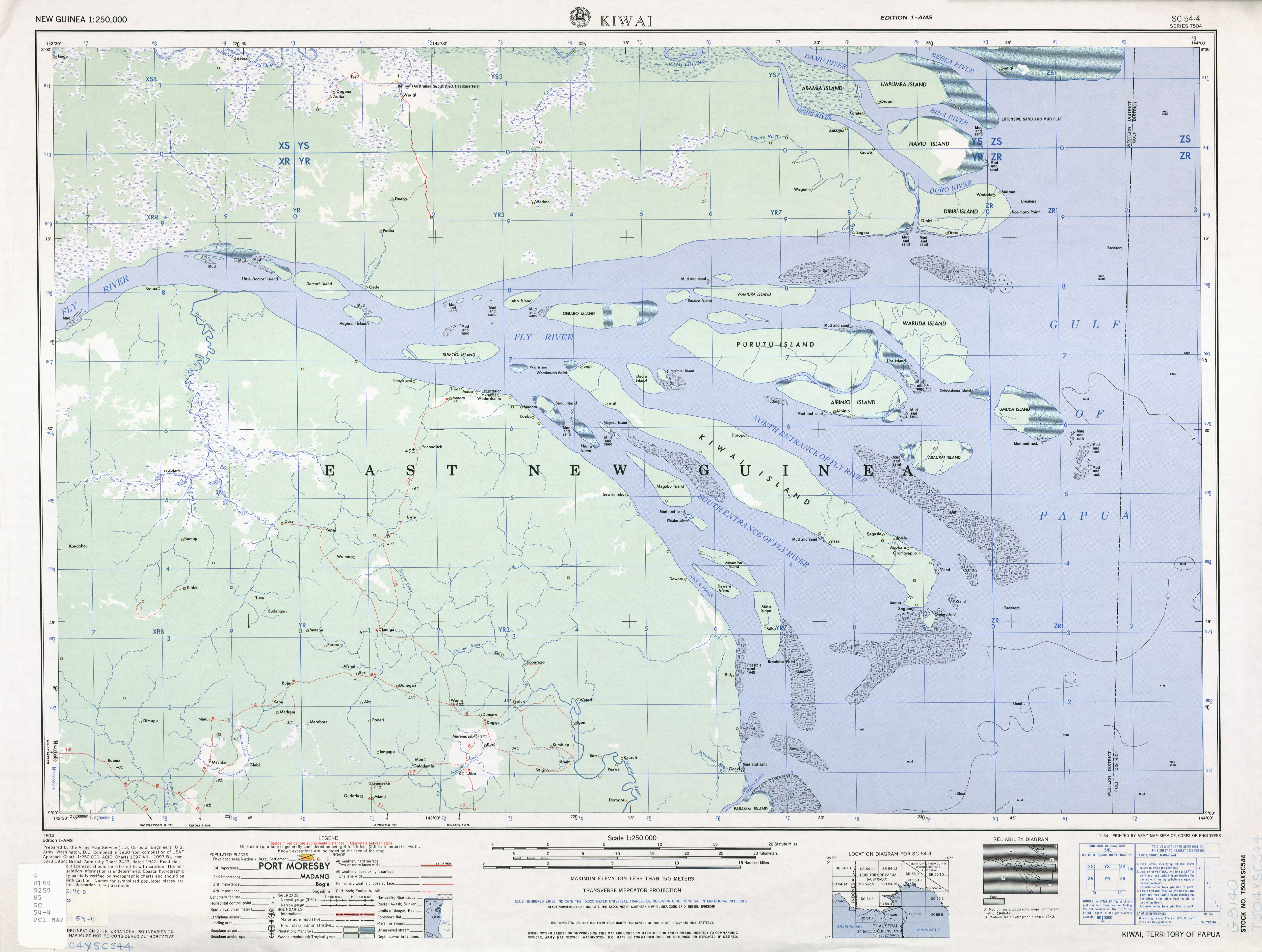
弗萊河河口

弗萊河（英語：Fly River）是新幾內亞島的一条河流，河道全長1,050公里，流域面積約76,000平方公里，最終注入巴布亞灣，支流有斯特里克蘭河和奧克泰迪河。
弗萊河流經巴布亞新幾內亞西南部西部省和印尼南巴布亞省，中上游有一段是巴布亞新幾內亞及印尼西巴布亚的界河，而這一段也是巴布亞新幾內亞唯一位於東經141度以西的領土。